# Toulouse Aerospace

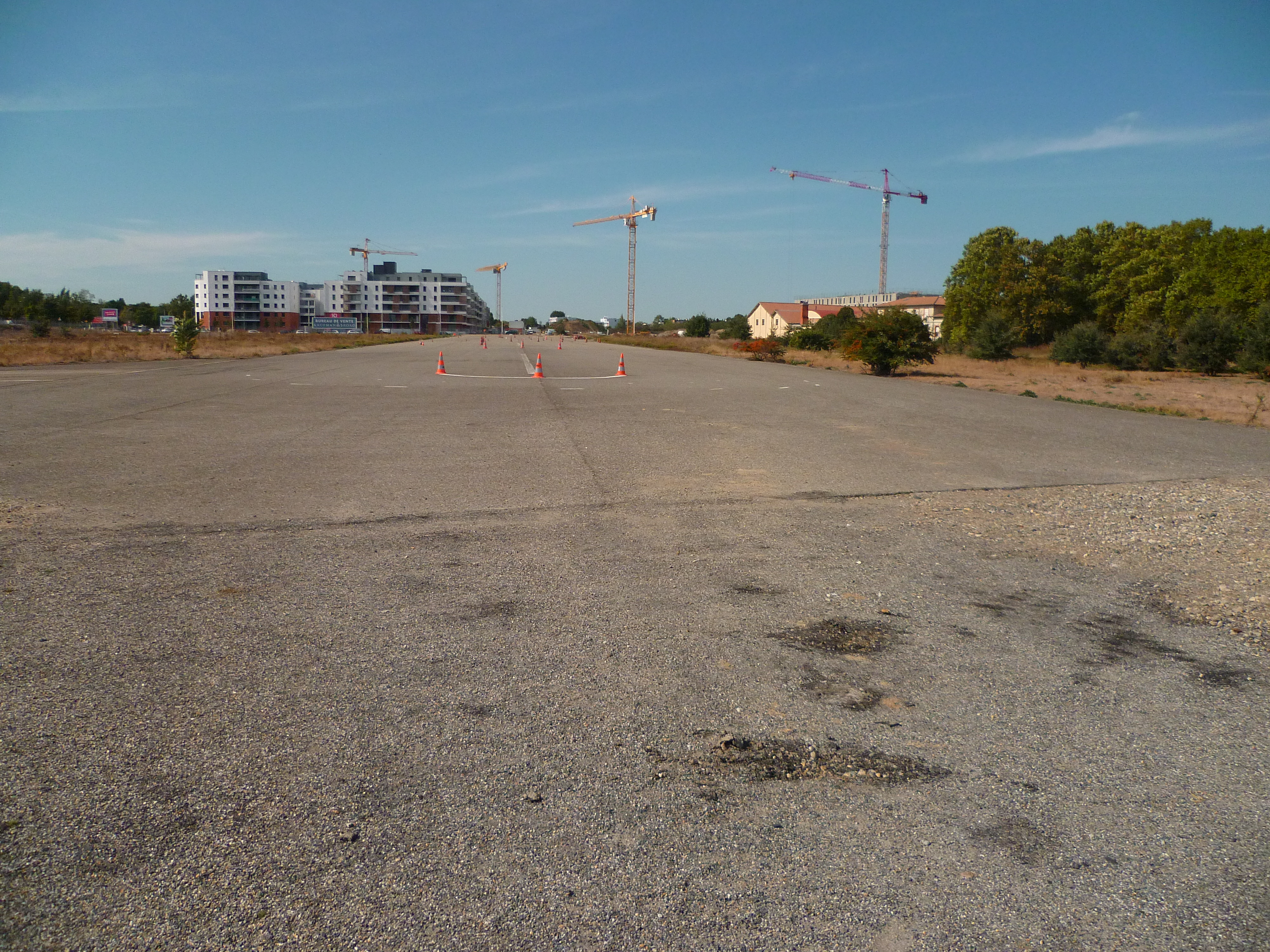
Das Gelände im Jahr 2010: die alte Landebahn des Flugplatzes und die im Bau befindlichen Wohngebäude im nördlichen Teil (Stadtteil Saint-Exupéry)

Toulouse Aerospace, ehemals Montaudran Aerospace oder Aerospace Campus, ist ein Campus-Projekt, das mit den Bereichen Luft- und Raumfahrt und eingebettete Systeme verbunden und Teil des Aerospace Valley ist. Er befindet sich in Toulouse im Stadtteil Montaudran und wird vollständig von der Toulouse Métropole gebaut. Es wird eine Fläche von 40 Hektar auf dem Gelände des ehemaligen Flughafens Toulouse-Montaudran einnehmen, auf dem die Aéropostale ihren Anfang nahm.

## Beschreibung
Der Stadtplaner David Mangin wird das gesamte Projekt leiten, dessen Bau im ersten Quartal 2011 begann. Das Institut Clément Ader der Université Fédérale Toulouse Midi-Pyrénées hat sich im März 2014 in den Mauern des Espace Clément Ader niedergelassen und wurde im Oktober eingeweiht.
Das Gebäude B 612 mit 26.140 m² wurde am 1. Juli 2018 eröffnet.
Das Projekt von Mangin wurde bevorzugt, weil es der Bewahrung des Erbes der Aéropostale den Vorzug gibt: Zehn Hektar sollen ihm gewidmet werden und bestimmte historische Gebäude erhalten bleiben (Kartensaal, Château Petit Raynal usw.), um das Museum L'Envol des pionniers zu bilden.

## Projekt
Wie beim Cancéropôle für die Onkologie geht es darum, die wichtigsten Akteure der Ausbildung und Forschung in einem Bereich, in diesem Fall der Luft- und Raumfahrt, an einem Ort zu versammeln:
- Zusammenführung der beiden Toulouser Luftfahrthochschulen der GEA – ENAC und SUPAERO – sowie der Universitäten und Universitätsinstitute im selben geografischen Gebiet: Universität Paul Sabatier, INSA Toulouse und INPT. Das Maison de la formation Jacqueline Auriol wird somit alle Toulouser Ausbildungsgänge im Bereich Maschinenbau und Produktionstechnik in der Luft- und Raumfahrt unter einem Dach vereinen (geplante Eröffnung im Januar 2022).
- Gruppe von 1000 Forschern, hauptsächlich von ONERA, CCR EADS, CNRS und CNES.
- Schaffung der für die Entwicklung von KMU erforderlichen Infrastruktur und Bereitstellung gemeinsamer Dienstleistungen.[5]

Dieses Projekt ist eine Fortsetzung des wissenschaftlichen Komplexes von Rangueil, in dem sich bereits ISAE, ENAC, INSA Toulouse, die Universität Paul Sabatier, LAAS-CNRS und CNES befinden... und in der Nähe wichtiger Akteure wie Airbus, Airbus Defence and Space, Thales Alenia Space, Freescale, Latécoère, Siemens VDO Automotive, Thales. Toulouse Aerospace wird sich also aus diesem neuen, in der Entwicklung befindlichen Bereich und dem derzeitigen Rangueil-Komplex zusammensetzen. Es ist Teil der Bemühungen, Toulouse zur internationalen Hauptstadt der Luft- und Raumfahrt zu machen.

Fotogalerie
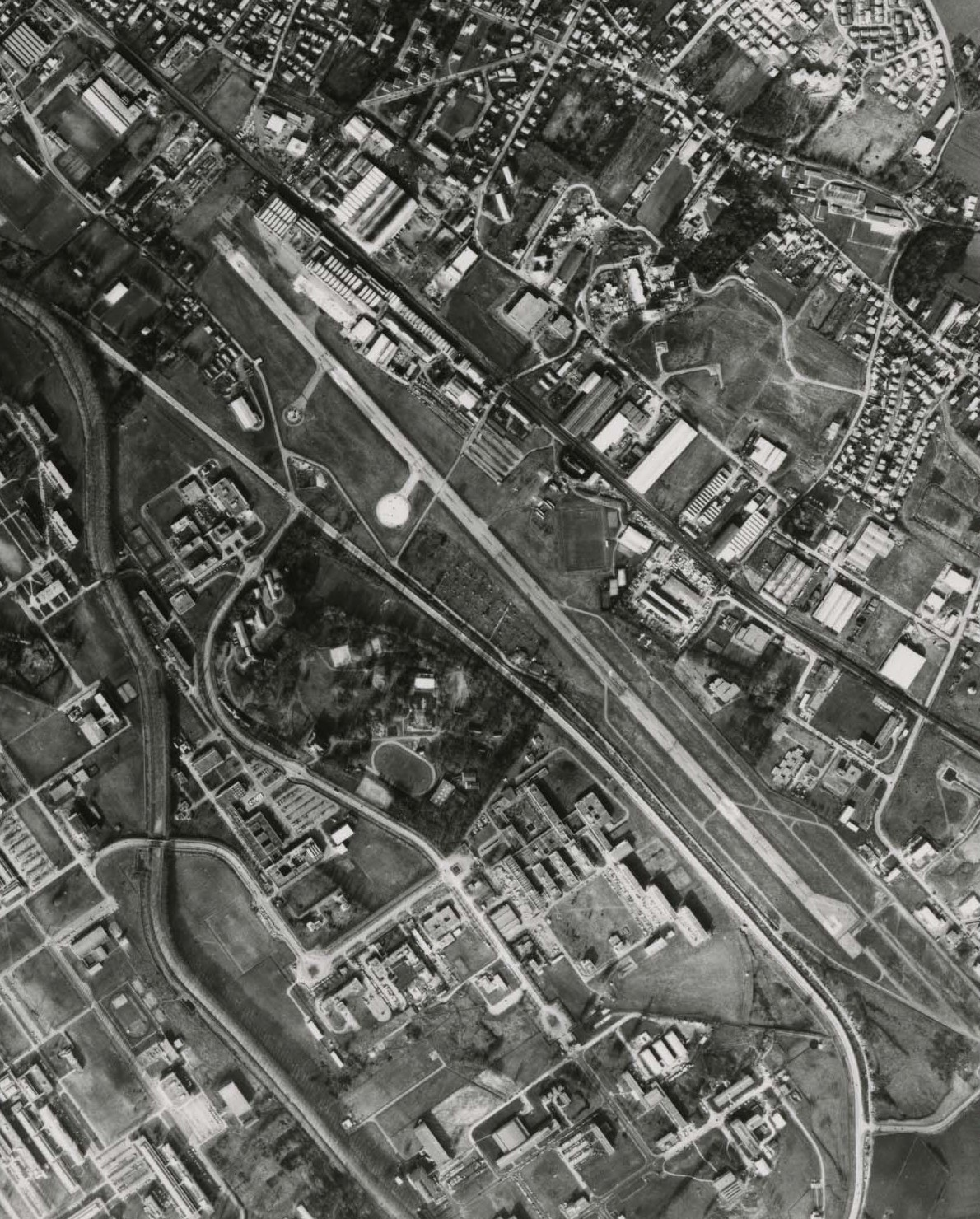
Luftaufnahme des Geländes im Jahr 1977.
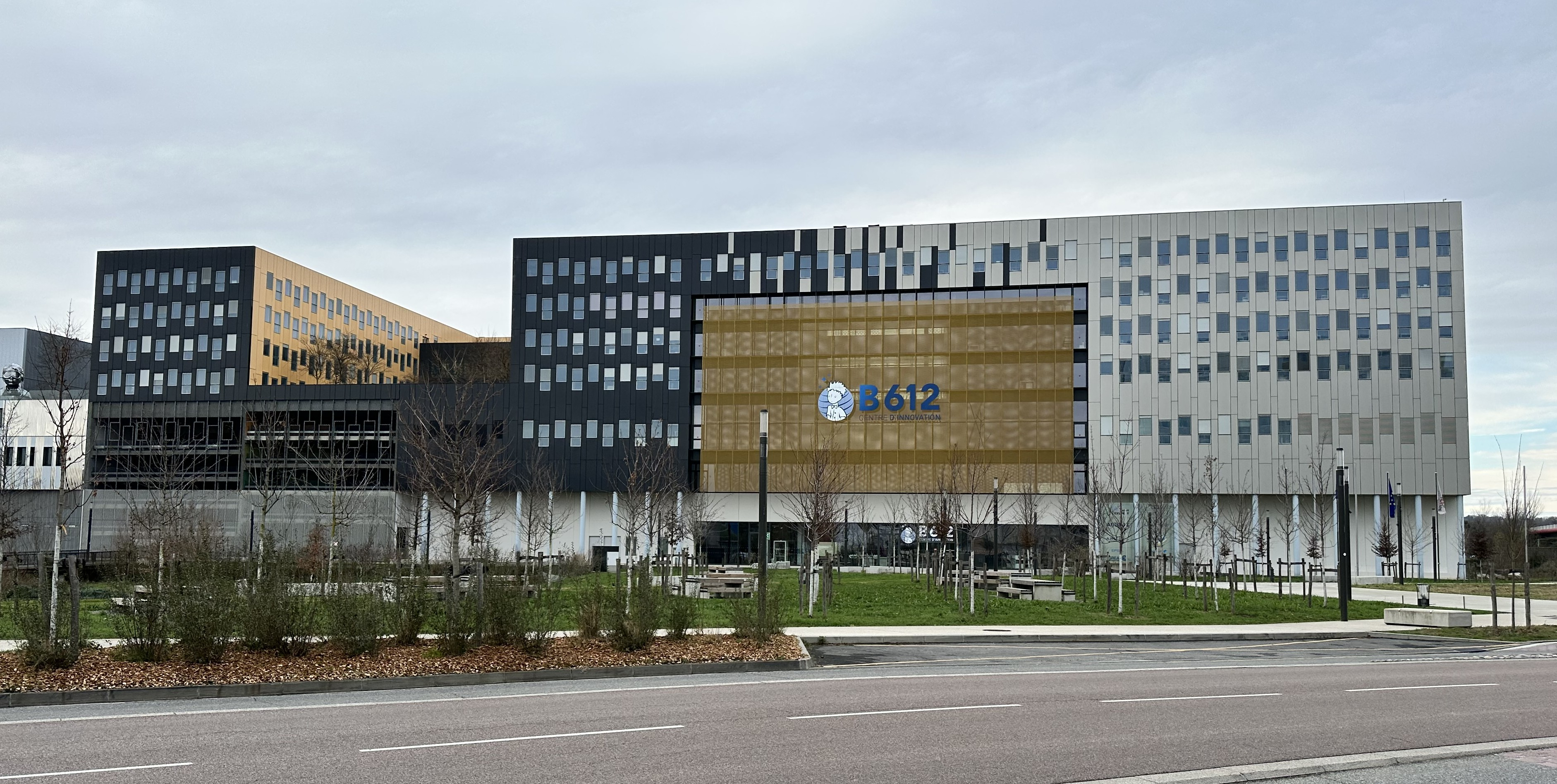
Gebäude B612.
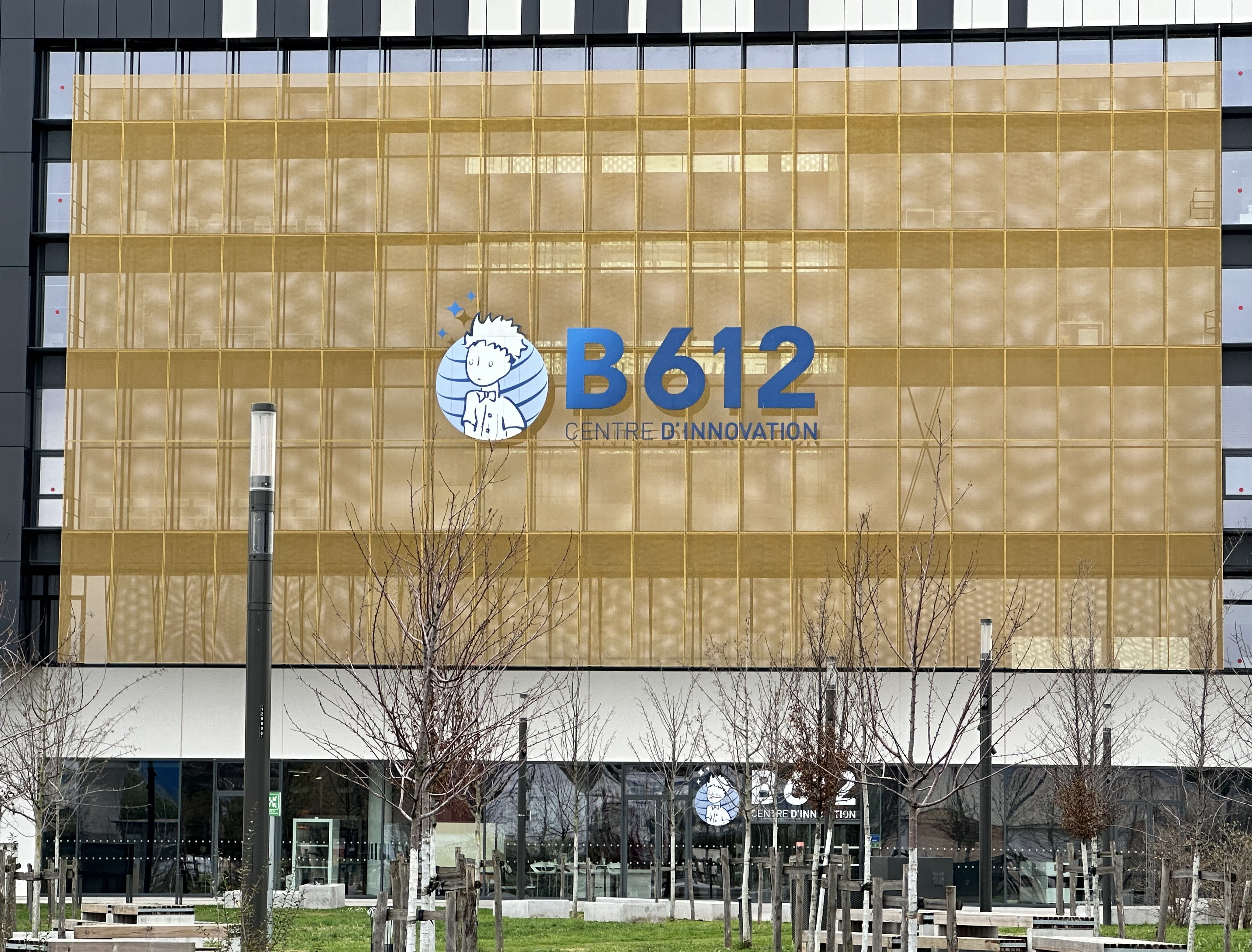
B612 Gebäude im Detail.
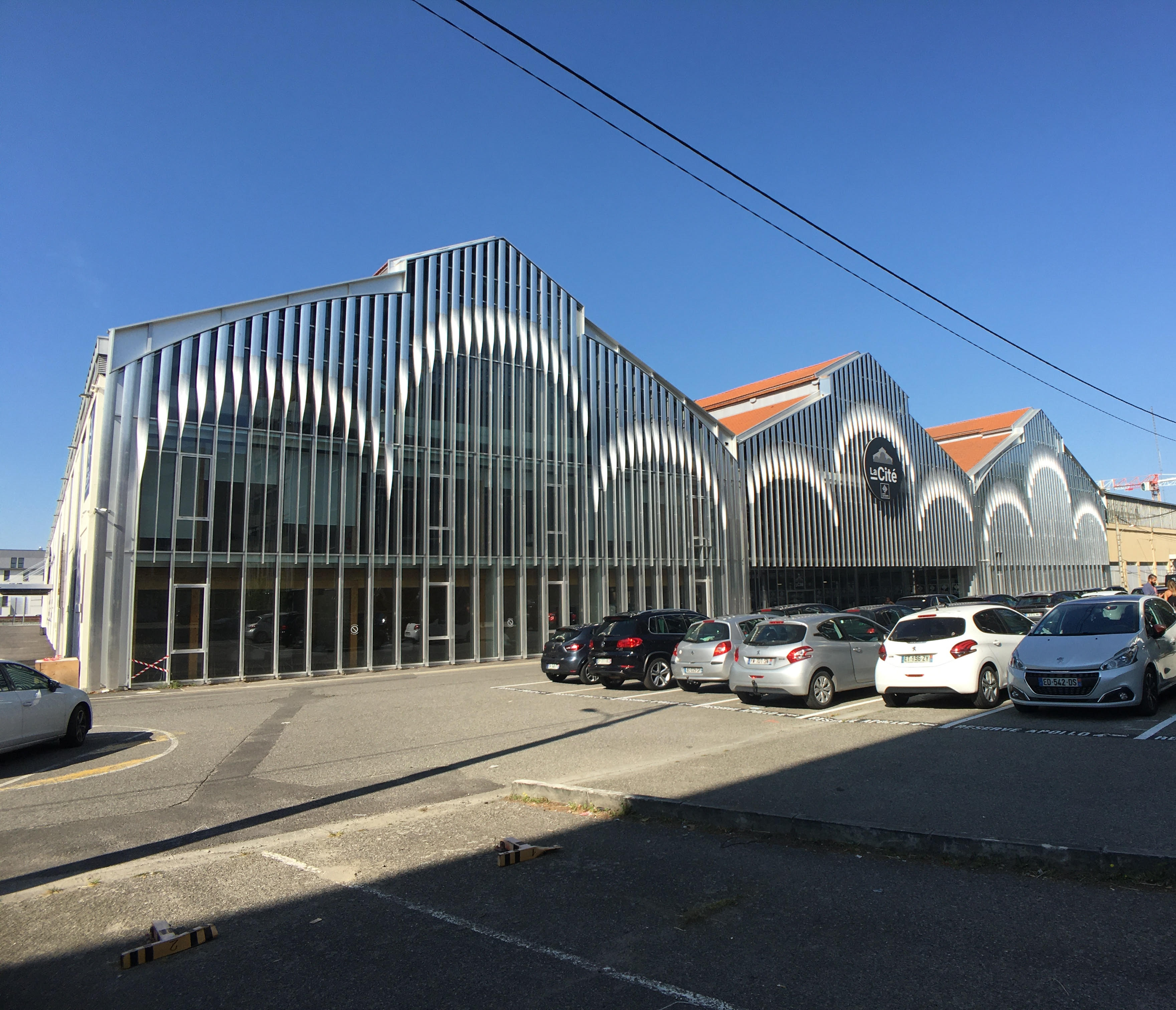
Halles de La Cité.
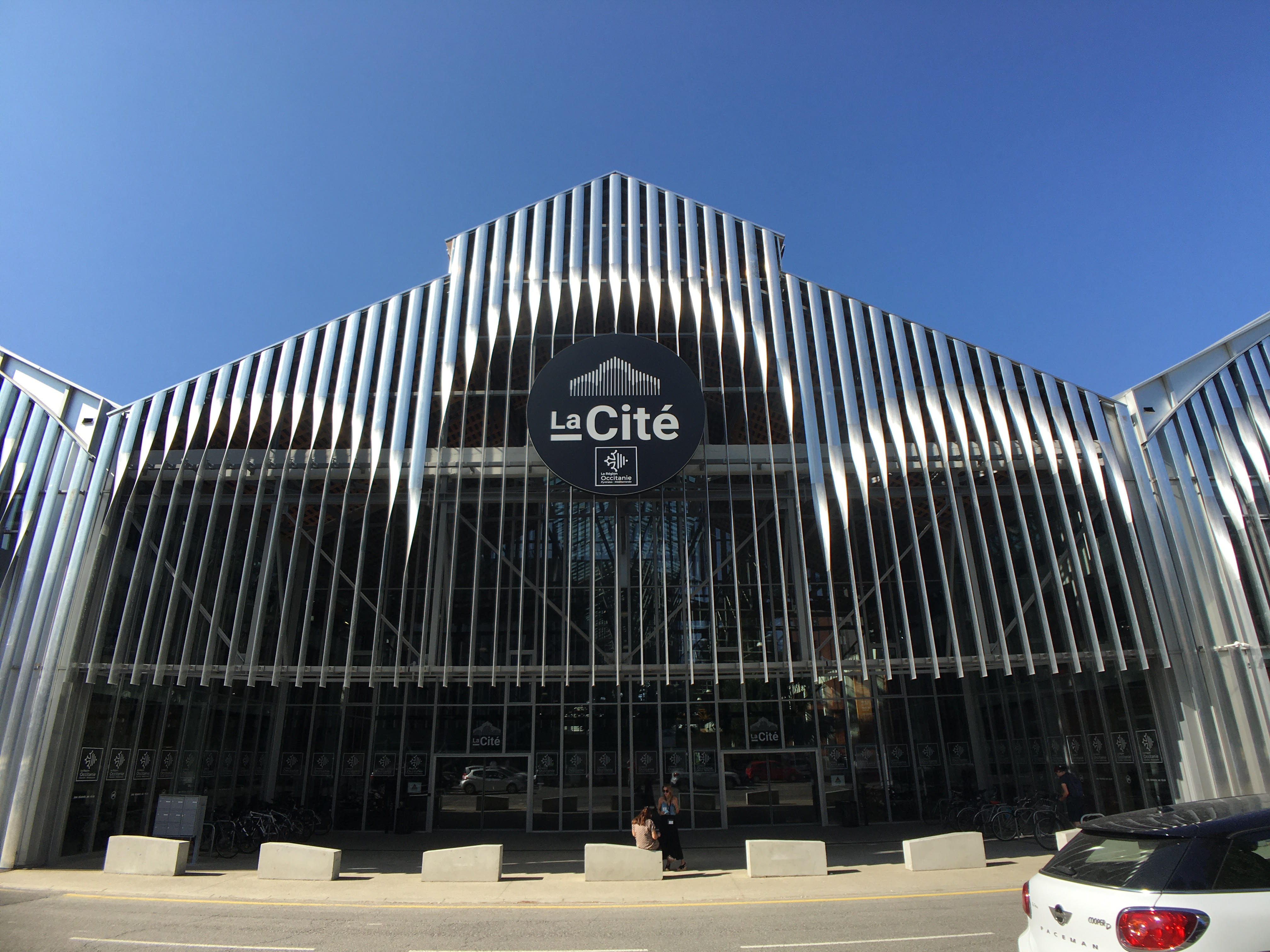
La Cité.
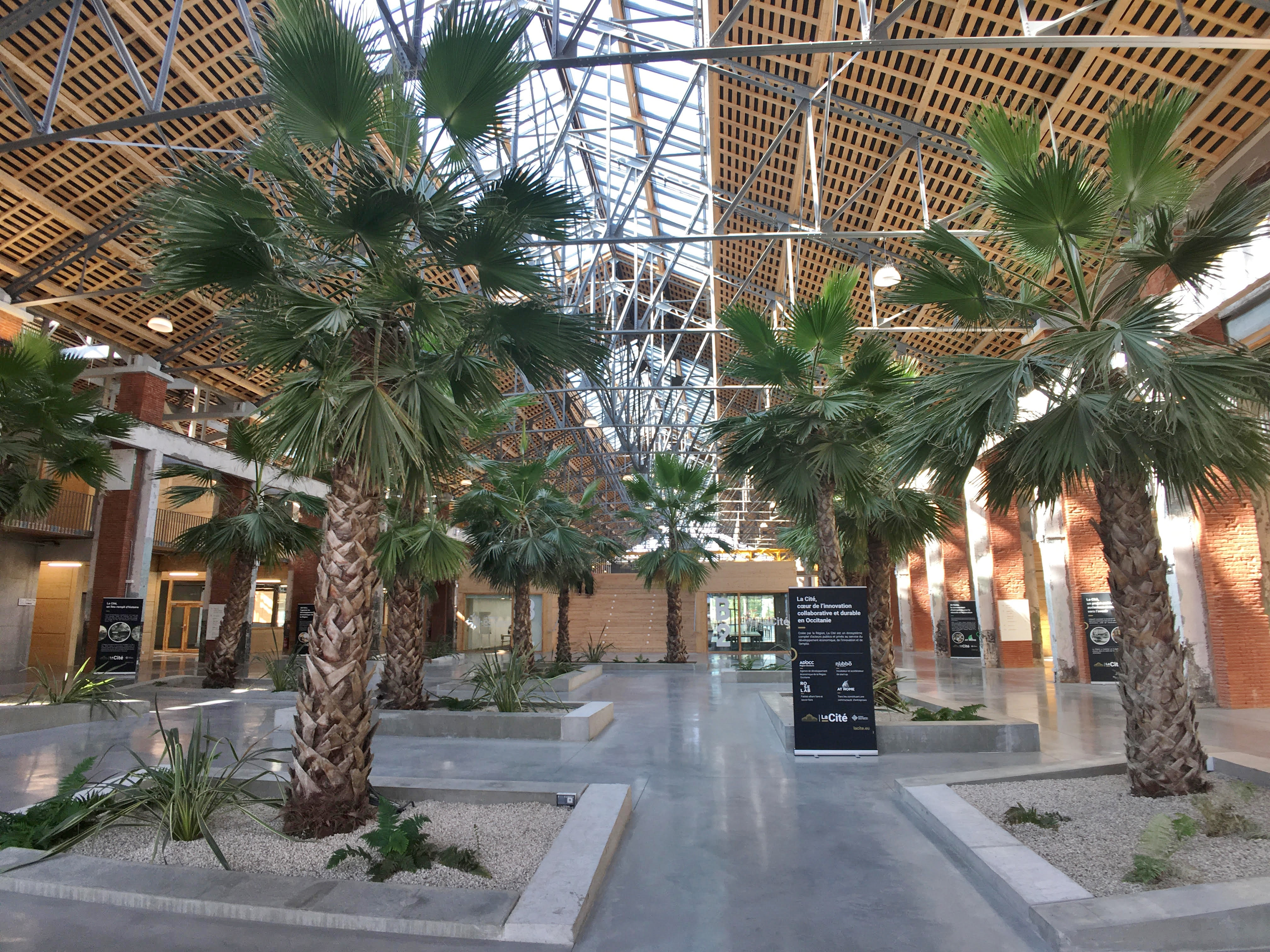
La Cité, innen
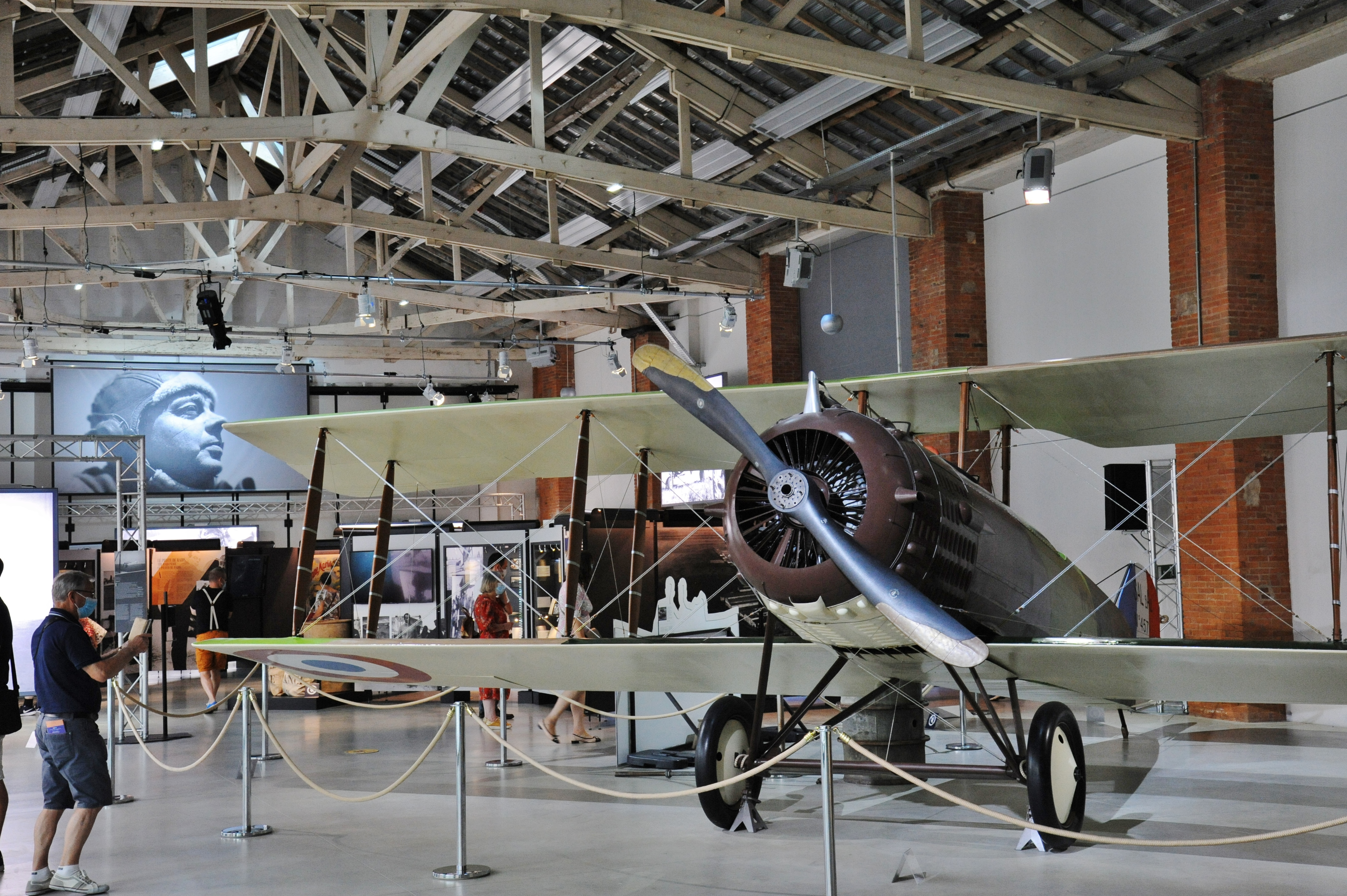
l'Envol des pionniers Museum.
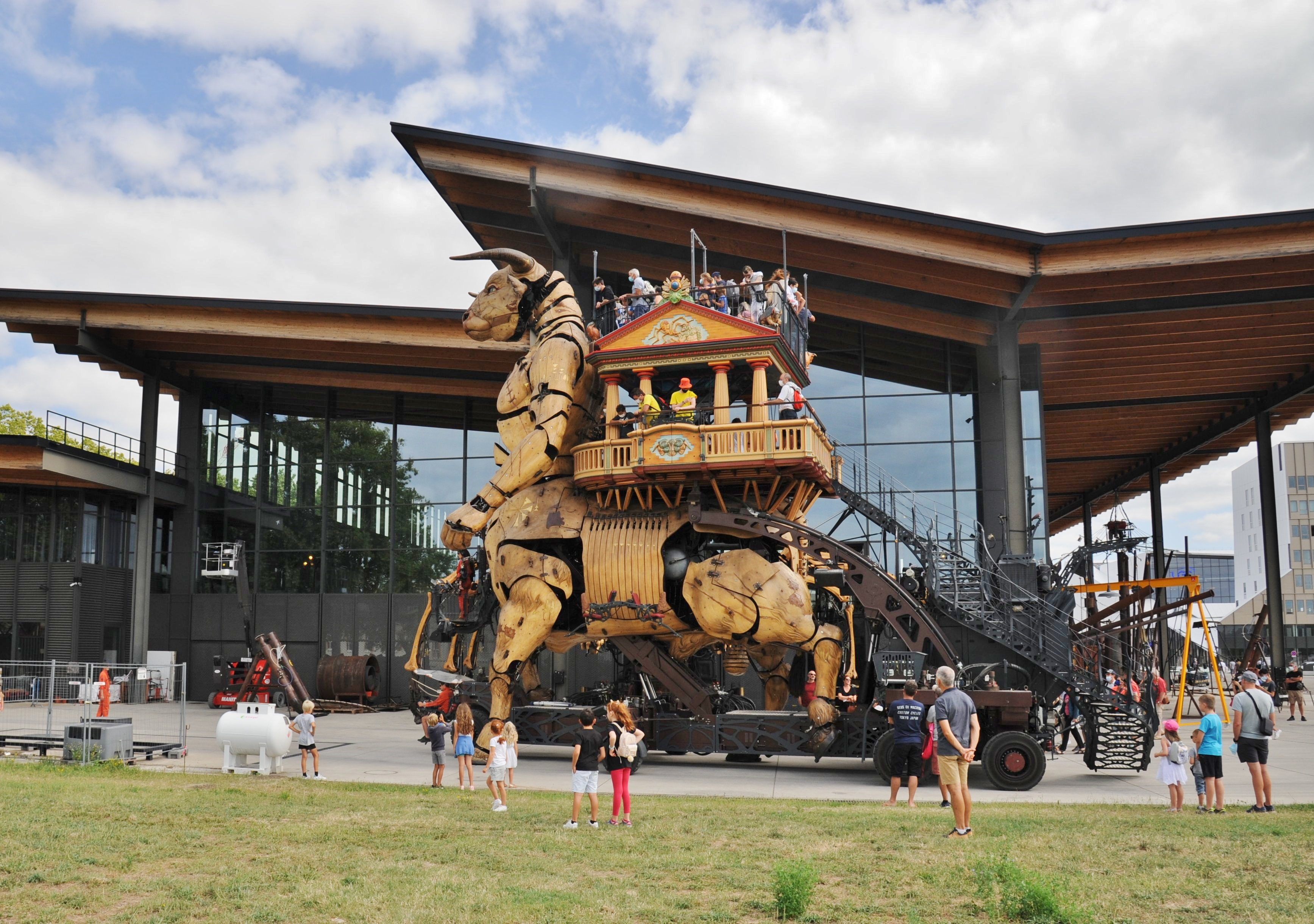
Die Halle de La Machine und Minotaurus